# 希默里德
希默里德是瑞士的城鎮，位於該國北部，由索洛圖恩州負責管轄，面積6.平方公里，海拔高度662米，2012年人口931，四成半人口信奉羅馬天主教，人口密度每平方公里155人。